# Ampleforth
Ampleforth är en ort och civil parish i Storbritannien.   Den ligger i grevskapet North Yorkshire och riksdelen England, i den centrala delen av landet, 300 km norr om huvudstaden London. Ampleforth ligger 95 meter över havet och antalet invånare är 883.
Terrängen runt Ampleforth är huvudsakligen platt, men den allra närmaste omgivningen är kuperad. Runt Ampleforth är det ganska tätbefolkat, med 52 invånare per kvadratkilometer. Närmaste större samhälle är Easingwold, 10,5 km sydväst om Ampleforth. Trakten runt Ampleforth består i huvudsak av gräsmarker.